# 나포초등학교
나포초등학교는 대한민국 전북특별자치도 군산시 나포면 옥곤리에 있는 공립 초등학교이다.

## 학교 연혁
- 1935년 4월 15일 나포공립보통학교(4년제) 개교설립인가 4월 5일
- 1938년 4월 1일 나포공립심상소학교로 개칭[1]
- 1940년 4월 1일 6년제로 개편
- 1941년 4월 1일 나포공립국민학교로 개칭[2]
- 1981년 3월 9일 병설유치원 개원
- 1996년 3월 1일 나포초등학교로 개칭[3]
- 1997년 3월 1일 서왕초등학교 통합
- 2002년 3월 1일 나장초등학교 통합
- 2019년 9월 1일 제26대 정금숙 교장 부임
- 2020년 2월 6일 제79회 졸업식(총5,444명)
- 2020년 3월 1일 유치원 1학급, 초등학교 7학급 편성
- 2020년 5월 27일 다목적교실(강당) 리모델링
- 2020년 12월 12일 어린이 놀이공간 조성
- 2021년 2월 4일 제80회 졸업식(총5,448명)
- 2021년 3월 1일 유치원 1학급, 초등학교 7학급 편성

## 학교 상징
- 교화(校花) - 철쭉 : 본교 화단을 가득 메우고 있는 화사하고 탐스러운 꽃나무로 나포어린이들이 밝고 환하게 꿈을 키우며 자라라는 의미에성 교화로 정하였다.
- 교목(校木) - 소나무 : 본교 뒤 언덕에 꿋꿋하게 서있는 소나무는 예로부터 장수와 절개를 상징하는 나무로 본교 어린이들이 튼튼하고 굳세게 자라라는 의미에서 교목으로 정하였다.
- 교조(校鳥) - 까치 : 반가운 소식을 잔해주다는 보호새로 나포 어린이들에게 희망을 주고 늘 반가운 소식만 전해 주라는 염원에서 교조로 정하였다.

## 참고 자료
- 나포초등학교 - 한국교육학술정보원 학교알리미